# Королёв, Иван Андреевич
Иван Андреевич Королёв (23 ноября 1910, Княжино,Смоленская губерния — 28 августа 1987, Москва) — командир расчёта 120-милимитрового миномёта 378-го стрелкового полка, 343-й стрелковой дивизии, старший сержант — на момент представления к награждению орденом Славы 1-й степени.

## Биография
Родился 23 ноября 1910 года в деревне Княжино (ныне — Холм-Жирковского района Смоленской области). Окончил 7 классов. Работал трактористом.
В 1941 году был призван в Красную Армию. В боях Великую Отечественную войны с октября 1941 года. Особо отличился на завершающем этапе войны при освобождении Белоруссии и Польши.
10-15 сентября 1944 года в боях у населенного пункта Стависки наводчик 120-миллиметрового миномета красноармеец Королёв в составе расчета подавил огонь минометной батареи, вывел из строя 2 пулемета, свыше 20 солдат противника. Приказом от 20 сентября 1944 года красноармеец Королёв Иван Андреевич награждён орденом Славы 3-й степени.
В боях на территории Польши старший сержант Королёв уже командовал расчетом. С 10 по 12 октября 1944 года в боях у населенного пункта Новогруд расчет 120-милриметрового миномета во главе со старшим сержантом Королёвым при форсировании реки Нарев уничтожил свыше взвода пехоты, подавил огонь 2 минометных батарей, несколько пулеметных точек. Приказом от 29 октября 1944 года старший сержант Королёв Иван Андреевич награждён орденом Славы 2-й степени.
В боях 20—23 января 1945 года в районе города Ломжа Королёв вместе с боевым расчетом сразил свыше 15 солдат, разбил 4 пулемета, накрыл 2 батареи врага, чем обеспечил продвижение наших стрелковых подразделений.
Указом Президиума Верховного Совета СССР от 29 июня 1945 года за исключительное мужество, отвагу и бесстрашие, проявленные на заключительном этапе Великой Отечественной войны в боях с вражескими захватчиками, старший сержант Королёв Иван Андреевич награждён орденом Славы 1-й степени. Стал полным кавалером ордена Славы. За время войны был чтырежды ранен.
В 1946 году И. А. Королёв был демобилизован. Жил в городе-герое Москве. Работал в Управлении механизации сельского хозяйства. Умер 28 августа 1987 года. Похоронен в деревне Ерёмино, ныне городского округа Мытищи Московской области.
Награждён орденом Отечественной войны 1-й степени, Славы 3-х степеней, медалями.